# Solitary Peak
Solitary Peak är en bergstopp i Antarktis. Den ligger i Östantarktis. Nya Zeeland gör anspråk på området. Toppen på Solitary Peak är 2 826 meter över havet, eller 95 meter över den omgivande terrängen. Bredden vid basen är 1,3 km.
Terrängen runt Solitary Peak är kuperad åt sydost, men åt nordväst är den bergig. Trakten är obefolkad. Det finns inga samhällen i närheten. 